# Stormont, Dundas and Glengarry United Counties
Stormont, Dundas and Glengarry United Counties ist ein County im Südosten der kanadischen Provinz Ontario. Der County Seat ist Cornwall. Die Einwohnerzahl beträgt 113.429 (Stand: 2016), die Fläche 3309,87 km², was einer Bevölkerungsdichte von 34,3 Einwohnern je km² entspricht. Das County grenzt im Süden an den Sankt-Lorenz-Strom.
Der Thousand-Islands-Nationalpark verteilt sich über verschiedene Inseln im Sankt-Lorenz-Strom und liegt dabei teilweise auch im Bezirk. Außerdem befindet sich mit den Dupont Provincial Park einer der Provincial Parks in Ontario im Bezirk. 
| Ottawa                                 | Prescott and Russell United Counties        | Prescott and Russell United Counties |
| Ottawa                                 | Kompassrose, die auf Nachbargemeinden zeigt | Vaudreuil-Soulanges (Québec)         |
| United Counties of Leeds and Grenville | New York (Bundesstaat) (USA)                | Le Haut-Saint-Laurent (Québec)       |

## Administrative Gliederung

### Städte und Gemeinden
| Ort             | Status   | Bevölkerung (2016) |
| --------------- | -------- | ------------------ |
| Cornwall        | City     | 46.589             |
| North Dundas    | Township | 11.278             |
| North Glengarry | Township | 10.109             |
| North Stormont  | Township | 6.873              |
| South Dundas    | Township | 10.833             |
| South Glengarry | Township | 13.150             |
| South Stormont  | Township | 13.110             |

### Gemeindefreie Gebiete
Im Bezirk finden sich keine gemeindefreien Gebiete.

### Indianerreservationen
Administrativ eigenständig ist das Reservat Akwesasne.